# Raya Bidshahri
Raya Bidshahri (en persa: ريا بيدشهري‎) es una educadora y empresaria iraní, conocida por haber fundado la plataforma de aprendizaje en línea Awecademy. Fue nombrada una de las 100 mujeres de la BBC en 2019. Bidshahri ha sido descrita como una precursora.

## Trayectoria
Bidshahri nació en Irán, pero creció en Dubái. Allí fue cofundadora del Café Scientifique Dubai y miembro fundador del SciFest Dubai. A los 19 años, se mudó a Estados Unidos para estudiar neurociencia en la Universidad de Boston, donde también trabajó con empresas emergentes como SheWorks y cofundó una plataforma de redes sociales llamada Optimismo Inteligente.
Cuando el presidente de Estados Unidos, Donald Trump, firmó la Orden Ejecutiva 13780 el 6 de marzo de 2017, limitando las visas para inmigrantes de Irán, Bidshahri decidió que era demasiado arriesgado comenzar una empresa emergente en Silicon Valley como había planeado. Así, después de completar su licenciatura, se mudó a Toronto, Canadá en junio de 2017, y comenzó Awecademy como un negocio canadiense.
Bidshahri es una periodista colaboradora habitual de la publicación en línea Singularity Hub.

## Awecademy
Awecademy, fundada en 2017, es una plataforma de aprendizaje en línea "con la misión de utilizar la educación para mejorar el mundo" inspirando un sentido de asombro y maravilla en los estudiantes. Los cursos introducen a los estudiantes de secundaria en conceptos éticos y filosóficos como la ética en la inteligencia artificial, singularidad tecnológica, futurología y conciencia plena. Los módulos son multidisciplinarios y hacen hincapié en la evaluación formativa (más que en la evaluación sumativa) mediante proyectos de colaboración en la vida real, como podcasts o vídeos. 
En 2019, Awecademy recibió parte de una subvención para el Riverside City College en Riverside, California, para apoyar a los estudiantes de secundariaque querían conseguir títulos de enfermería después de la graduación. Awecademy también se asoció con la Pacific Asia Travel Association en 2019.